# Sound system

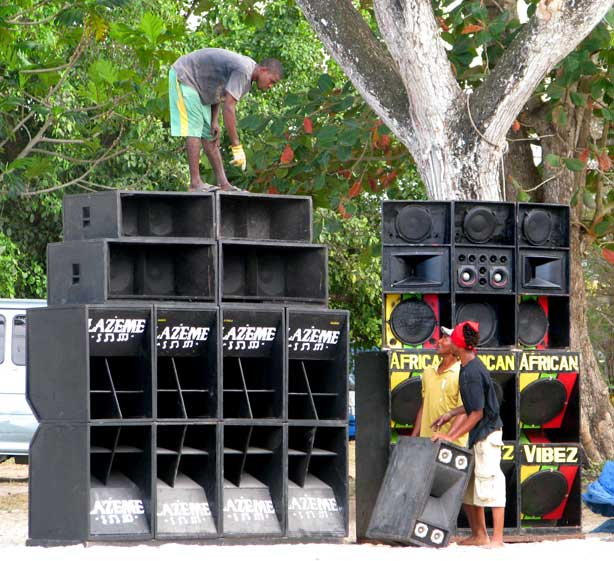
Sound System podczas przygotowań

Sound system (soundsystem) – grupa DJ-ów i techników współpracujących ze sobą w celu tworzenia muzyki, zwykle jednego gatunku.
Soundsystemy spopularyzowane zostały najpierw na Jamajce w środowisku reggae, a następnie wraz z emigrującymi Jamajczykami stały się od lat 70. znane w Wielkiej Brytanii.
Popularne dziś znaczenie tego terminu jest wynikiem wpływów jamajskiej kultury soundsystemowej, która z kolei wzięła swoją nazwę od przenośnych systemów nagłaśniających.
Ogólną ideą sound systemu jest jego niepowtarzalne brzmienie i styl, na które składa się własnoręcznie wykonany zestaw głośnikowy, którego bazą są konstrukcje głośników subniskotonowych (często są to superscoop i hogg cabinet), unikalne efektory oraz generatory syren, DJ-e zwani selektorami i ich zbiór nagrań (często również unikalne, zwane dubplateami) oraz inżynierowie dźwiękowi obsługujący dany sound system nazywani soundmanami. Soundsystemy wciąż często wiążą się z gatunkami muzycznymi wywodzącymi się z Jamajki, a niektóre zespoły i producenci muzyczni określają siebie właśnie tym słowem, jak na przykład Dub Narcotic Sound System i On-U Sound System. Kiedy grupa Asian Dub Foundation występuje w pełnym składzie, ogłasza się właśnie pod tą nazwą, ale kiedy jej członkowie, wspierani przez MC, miksują i grają muzykę innych artystów oraz swoją, określają się jako Asian Dub Foundation Sound System.
Pojęcie soundsystem często mylnie odnosi się do tak zwanych free parties, zjawiska przybyłego z UK określane mianem illegal rave, na których odgrywana najczęściej była szeroko pojmowana muzyka tekno, drum'n'bass oraz jungle.W zależności od kontekstu może ono oznaczać grupę ludzi lub nagłośnienie. Potoczne określenie „ścianka” dotyczy przede wszystkim sprzętu grającego. Soundsystem natomiast obejmuje także ciężarówkę, głośniki, wzmacniacze, gramofony oraz osprzęt kablowy. Większe soundsystemy mają także swoje dymiarki, oświetlenie, projektory i agregat prądotwórczy. Kolektyw soundsystemowy składa się zwykle z kilku, a większy nawet z kilkudziesięciu osób, do których należą między innymi DJ-e, producenci muzyczni, czy zwolennicy tego typu imprez. Organizują oni tak zwane free parties oraz teknivale.
Czasami soundsystem wiąże się z częstym podróżowaniem.
Wędrowna scena techno ma swój początek w latach 90., a jej pionierami byli np. Bedlam Sound System oraz kolektyw Spiral Tribe.